# Канаёвка (Саратовская область)
Канаёвка — село в Ивантеевском районе Саратовской области, административный центр сельского поселения Канаёвское муниципальное образование.
Население — 735 (2010).

## География
Село находится в Заволжье, на левом берегу реки Большой Иргиз, южные окраины села выходят к реке Сестра. Высота центра населённого пункта — 32 метра над уровнем моря. Рельеф местности равнинный. Почвы — пойменные нейтральные и слабокислые. На противоположном берегу Большого Иргиза сохранился пойменный лес.
Село расположено в юго-восточной части района, в 38 км по прямой от районного центра села Ивантеевка. По автомобильным дорогам расстояние до районного центра составляет 51 км, до областного центра города Саратов — 320 км, до Самары — 190 км.

## История
Основано в XVIII веке. Наиболее ранней датой образования поселения называется 1724 год. Согласно более правдоподобной версии, село появилось в 1790 году. В том же году на Большой Иргиз в Яблоновый Гай были переведены крестьяне из пензенского села Канаёвка, часть которых обосновалась на противоположном берегу реки и дала новому селу название в честь своей исторической родины. В 1817 году освящена церковь в честь Покрова Божией Матери. В 1842 году в Канаёвке под руководством священника Стефаниила начала работу домашняя школа грамоты, после чего ещё две такие домашние школы открыли зажиточный крестьянин Запасчиков и николаевский купец Аникин.
Село упоминается в Списке населённых мест Российской империи по сведениям за 1859 год. Село относилось к Николаевскому уезду Самарской губернии. В селе проживали 1039 мужчин и 1131 женщина. Согласно Списку населённых мест Самарской губернии по сведениям за 1889 год село относилось к Клевенской волости Николаевского уезда Самарской губернии. В селе проживало 3271 житель. Земельный надел, общий с селом Сёстры, составлял 15093 десятины удобной и 1686 десятин неудобной земли, имелось церковь, земская школа, 7 ветряных и 1 водяная мельница, проводились 3 ярмарки. Согласно переписи 1897 года в селе Камаевка проживало 2179 человек, в том числе православных — 2066, старообрядцев — 240.
Впоследствии было выделено в Канаёвскую волость. Согласно Списку населённых мест Самарской губернии 1910 года село населяли бывшие государственные крестьяне, русские, православные, старообрядцы и молокане, 1451 мужчина и 1429 женщин, в селе имелись церковь, земская и церковно-приходская школы, приёмный покой, врач, фельдшер, фельдшерица и акушерка, почтовое отделение, волостное правление, правление кредитного товарищества, урядник, 7 ветряных и 1 механическая мельница, проводились 3 ярмарки. Земельный надел — 1891 десятина удобной и 1098 десятин неудобной земли.
В 1918—1921 годах в разгар Гражданской войны жители села страдали от нападений различных вооружённых формирований. Весной 1920 года в Канаёвку ворвалась банда Пятакова и Пирогова, которая  схватила и казнила руководителей органов Советской власти и их семьи. Всего было убито более 30 человек. После освобождения Канаёвки погибших похоронили в центре села в братской могиле. 5 марта 1921 года Канаёвка была вновь захвачена зелёными.
С 1928 года село находится в составе Ивантеевского района Саратовской области. В том же году были сформированы артели «Красный вокзал», «Красный Октябрь» и «Неожиданка», осенью 1929 года начала работу коммуна «Ялта», которая через год была преобразована в колхоз «Большевик». В августе 1932 года часть хозяйств вошла в состав второго колхоза имени Молотова. 
Из домов крестьян, раскулаченных в 1930-е годы, построили новую больницу, здание сельсовета, ветеринарную лабораторию и магазин. 
Покровская церковь была закрыта и впоследствии разрушена. 
В 1934 году школы старого формата сменила новая семилетняя школа, в 1939 году преобразованная в среднюю.
На фронтах Великой Отечественной войны погибли 242 жителя села. 
В 1951 году местные хозяйства были объединены в новый колхоз «Заветы Ильича», к которому в 1958 году присоединились колхозы сёл Сёстры, Кожевка и Клевенка. После ликвидации Ивантеевского района Канаёвка была передана в Перелюбский район, колхоз «Заветы Ильича» в 1961—1962 годах был преобразован в целинный совхоз «Труд», переименованный затем в совхоз «Победа».
В 1967 году село было возвращено в состав воссозданного Ивантеевского района.
В 1995 году совхоз «Победа» преобразован в ООО «Победа».

## Население
Динамика численности населения по годам:
| Годы      | 1859 | 1889 | 1897 | 1910 | 1926 | 2002 |
| --------- | ---- | ---- | ---- | ---- | ---- | ---- |
| Население | 2170 | 3271 | 2179 | 2980 | 2087 | 737  |

| 2002 | 2010 |
| ---- | ---- |
| 737  | ↘735 |

Согласно результатам переписи 2002 года русские составляли 92 % населения села.